# Kronokotherium
Kronokotherium — вимерлий травоїдний морський ссавець з родини Desmostylidae ряду Desmostylia. Kronokotherium було виділено в окремий рід, оскільки зразок відрізняється від Desmostylus розташуванням горбків великих корінних зубів і меншим розміром, але більшість авторів відносять його до Desmostylus.